# Todd Woodbridge
Todd Andrew Woodbridge (Sydney, 2 de Abril de 1971) é um ex-tenista profissional australiano, que foi nº 19 do mundo em simples e número 1 do mundo em duplas.
Considerado um dos maiores duplistas da história, Todd Woodbridge ganhou 16 títulos de duplas de Grand Slam, 11 deles ao lado de Mark Woodforde e 5 com Jonas Björkman. Junto com Woodforde, ele ganhou a medalha de ouro nas duplas das Olimpíadas de Atlanta em 1996 e a medalha de prata nos Jogos Olímpicos de Sydney em 2000. Além disso, foi bicampeão do ATP World Tour Finals nas duplas, bicampeão da Copa Davis pela Austrália, em 1999 e 2003, e obteve 7 títulos de Grand Slam em duplas mistas.
Teve seu nome incluso do International Tennis Hall of Fame em 2010.

## Grand Slam Duplas finais: 20 (16–4)
| Posição | N.  | Ano  | Campeonato                 | Piso   | Parceiro       | Oponentes                       | Placar                        |
| ------- | --- | ---- | -------------------------- | ------ | -------------- | ------------------------------- | ----------------------------- |
| Campeão | 1.  | 1992 | Australian Open, Melbourne | Duro   | Mark Woodforde | Kelly Jones Rick Leach          | 6–4, 6–3, 6–4                 |
| Campeão | 2.  | 1993 | Wimbledon, Londres         | Grama  | Mark Woodforde | Grant Connell Patrick Galbraith | 7–5, 6–3, 7–6(4)              |
| Campeão | 3.  | 1994 | Wimbledon, Londres         | Grama  | Mark Woodforde | Grant Connell Patrick Galbraith | 7–6, 6–3, 6–1                 |
| Vice    | 1.  | 1994 | US Open, Nova York         | Duro   | Mark Woodforde | Jacco Eltingh Paul Haarhuis     | 3–6, 6–7(6–8)                 |
| Campeão | 4.  | 1995 | Wimbledon, Londres         | Grama  | Mark Woodforde | Rick Leach Scott Melville       | 7–5, 7–6, 7–6                 |
| Campeão | 5.  | 1995 | US Open, Nova York         | Duro   | Mark Woodforde | Alex O'Brien Sandon Stolle      | 6–3, 6–3                      |
| Campeão | 6.  | 1996 | Wimbledon, Londres         | Grama  | Mark Woodforde | Byron Black Grant Connell       | 4–6, 6–1, 6–3, 6–2            |
| Campeão | 7.  | 1996 | US Open, Nova York         | Duro   | Mark Woodforde | Jacco Eltingh Paul Haarhuis     | 4–6, 7–6, 7–6                 |
| Campeão | 8.  | 1997 | Australian Open, Melbourne | Duro   | Mark Woodforde | Sébastien Lareau Alex O'Brien   | 4–6, 7–5, 7–5, 6–3            |
| Vice    | 2.  | 1997 | Roland Garros, Paris       | Saibro | Mark Woodforde | Yevgeny Kafelnikov Daniel Vacek | 6–7(12–14), 6–4, 3–6          |
| Campeão | 9.  | 1997 | Wimbledon, Londres         | Grama  | Mark Woodforde | Jacco Eltingh Paul Haarhuis     | 7–6, 7–6, 5–7, 6–3            |
| Vice    | 3.  | 1998 | Australian Open, Melbourne | Duro   | Mark Woodforde | Jonas Björkman Jacco Eltingh    | 2–6, 7–5, 6–2, 4–6, 3–6       |
| Vice    | 4.  | 1998 | Wimbledon, Londres         | Grama  | Mark Woodforde | Jacco Eltingh Paul Haarhuis     | 6–2, 4–6, 6–7(3–7), 7–5, 8–10 |
| Campeão | 10. | 2000 | Roland Garros, Paris       | Saibro | Mark Woodforde | Paul Haarhuis Sandon Stolle     | 7–6, 6–4                      |
| Campeão | 11. | 2000 | Wimbledon, Londres         | Grama  | Mark Woodforde | Paul Haarhuis Sandon Stolle     | 6–3, 6–4, 6–1                 |
| Campeão | 12. | 2001 | Australian Open, Melbourne | Duro   | Jonas Björkman | Byron Black David Prinosil      | 6–1, 5–7, 6–4, 6–4            |
| Campeão | 13. | 2002 | Wimbledon, Londres         | Grama  | Jonas Björkman | Mark Knowles Daniel Nestor      | 6–1, 6–2, 6–7(7–9), 7–5       |
| Campeão | 14. | 2003 | Wimbledon, Londres         | Grama  | Jonas Björkman | Mahesh Bhupathi Max Mirnyi      | 3–6, 6–3, 7–6(7–4), 6–3       |
| Campeão | 15. | 2003 | US Open, Nova York         | Duro   | Jonas Björkman | Bob Bryan Mike Bryan            | 5–7, 6–0, 7–5                 |
| Campeão | 16. | 2004 | Wimbledon, Londres         | Grama  | Jonas Björkman | Julian Knowle Nenad Zimonjić    | 6–1, 6–4, 4–6, 6–4            |

## Duplas Mistas finais: 15 (7–8)
| Posição | Ano  | Campeonato      | Piso   | Parceira                | Oponentes                                 | Placar              |
| ------- | ---- | --------------- | ------ | ----------------------- | ----------------------------------------- | ------------------- |
| Campeão | 1990 | US Open         | Duro   | Elizabeth Sayers Smylie | Jim Pugh Natasha Zvereva                  | 6–4, 6–2            |
| Vice    | 1992 | Australian Open | Duro   | Arantxa Sánchez Vicario | Mark Woodforde Nicole Provis              | 3–6, 6–4, 9–11      |
| Campeão | 1992 | Roland Garros   | Saibro | Arantxa Sánchez Vicario | Bryan Shelton Lori McNeil                 | 6–2, 6–3            |
| Campeão | 1993 | Australian Open | Duro   | Arantxa Sánchez Vicario | Rick Leach Zina Garrison                  | 7–5, 6–4            |
| Campeão | 1993 | US Open         | Duro   | Helena Suková           | Mark Woodforde Martina Navratilova        | 6–3, 7–6            |
| Vice    | 1994 | Australian Open | Duro   | Helena Suková           | Andrei Olhovskiy Larisa Savchenko Neiland | 5–7, 7–6(9–7), 2–6  |
| Campeão | 1994 | Wimbledon       | Grama  | Helena Suková           | T. J. Middleton Lori McNeil               | 3–6, 7–5, 6–3       |
| Vice    | 1994 | US Open         | Duro   | Jana Novotná            | Patrick Galbraith Elna Reinach            | 2–6, 4–6            |
| Campeão | 1995 | Roland Garros   | Saibro | Larisa Savchenko        | John-Laffnie de Jager Jill Hetherington   | 7–6(10–8), 7–6(7–4) |
| Vice    | 2000 | Australian Open | Duro   | Arantxa Sánchez Vicario | Jared Palmer Rennae Stubbs                | 5–7, 6–7(3–7)       |
| Vice    | 2000 | Roland Garros   | Saibro | Rennae Stubbs           | David Adams Mariaan de Swardt             | 3–6, 6–3, 3–6       |
| Campeão | 2001 | US Open         | Duro   | Rennae Stubbs           | Leander Paes Lisa Raymond                 | 6–4, 5–7, 7–6       |
| Vice    | 2003 | Australian Open | Duro   | Eleni Daniilidou        | Leander Paes Martina Navrátilová          | 4–6, 5–7            |
| Vice    | 2004 | Wimbledon       | Grama  | Alicia Molik            | Wayne Black Cara Black                    | 6–3, 6–7, 4–6       |
| Vice    | 2004 | US Open         | Duro   | Alicia Molik            | Bob Bryan Vera Zvonareva                  | 3–6, 4–6            |